# 岩崎行親

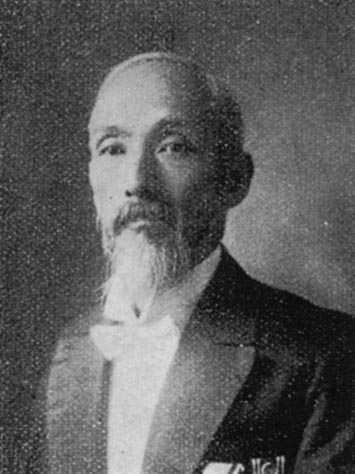
岩崎行親

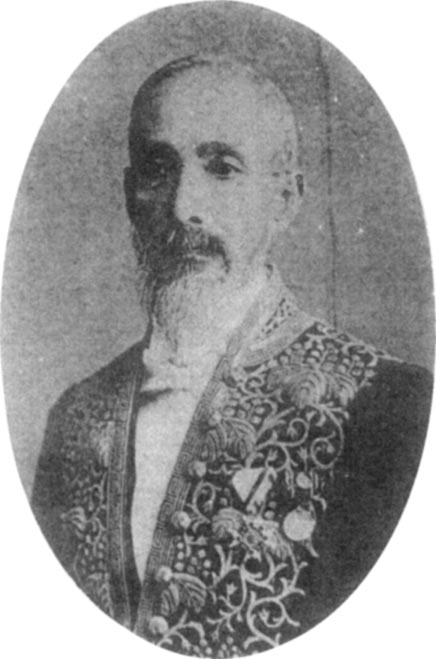
岩崎行親

岩崎 行親（いわさき ゆきちか、安政4年11月13日（1857年12月28日） - 昭和3年（1928年）4月24日）は、日本の教育者。号は岳東。

## 経歴
讃岐国（現在の香川県）丸亀出身。1881年（明治14年）、札幌農学校を第2期生として、新渡戸稲造、宮部金吾、内村鑑三、広井勇、南鷹次郎らとともに卒業した。農学士の称号を得て、開拓使御用掛、札幌県属、大阪府属を歴任。1894年（明治27年）より鹿児島県で教職につき、1901年（明治34年）に鹿児島県立鹿児島中学校校長から第七高等学校造士館校長に転じた。1912年（大正元年）に退官。
1918年（大正7年）から1924年（大正13年）まで福山中学校校長を務めた。校内に敬天塾を建て、西郷隆盛の精神を標榜して福山聖人と呼ばれた。

## 漢詩
- 『国体篇』（1921年）